# Lars-Göran Engström
Lars-Göran Engström, född 10 maj 1942 i Simrishamn, död 7 december 2020 i Lund, var en svensk jurist som mellan 2001 och 2009 var hovrättspresident i Hovrätten över Skåne och Blekinge.
Lars-Göran Engström var sekreterare i Sexualbrottsutredningen 1972–1976 och i Familjelagssakkunniga 1972–1978 och medverkade som expert i flera statliga utredningar i Justitiedepartementet och Socialdepartementet.